# هانا بيرنروفا
هانا بيرنروفا (بالتشيكية: Hana Birnerová)‏ مواليد 27 يونيو 1989 في تشيكوسلوفاكيا، هي لاعبة كرة مضرب تشيكية. أعلى تصنيف لها في الفردي كان 933. أعلى تصنيف لها في الزوجي كان 177.

## النهائيات

### الزوجي (2–8)
| الحصيلة | الرقم | التاريخ        | الدورة              | الأرضية | الشريك          | المنافس                              | النتيجة            |
| ------- | ----- | -------------- | ------------------- | ------- | --------------- | ------------------------------------ | ------------------ |
| الوصافة | 1.    | 29 مايو 2006   | ستار سبلافي، التشيك | ترابية  | كسينيا ليكينا   | إفتا جرلوفا لوسي كريجسمانوفا         | 7–6(7–4), 2–6, 2–6 |
| الوصافة | 2.    | 11 سبتمبر 2006 | إنسبروك، النمسا     | ترابية  | زوزانا زالابسكا | باتريسيا ماير أخلايتنر إيفون موسبرغر | 3–6, 3–6           |

## روابط خارجية
- هانا بيرنروفا على موقع رابطة محترفات التنس (الإنجليزية)
- هانا بيرنروفا على موقع الاتحاد الدولي لكرة المضرب (الإنجليزية)